# Cyrus Guernsey Pringle
Cyrus Guernsey Pringle (Charlotte, 6 de mayo de 1838-25 de mayo de 1911) fue un botánico estadounidense que pasó 35 años enumerando plantas de América del Norte, y particularmente las de México. Fue uno de los cinco primeros botánicos en identificar y nombrar nuevas especies: más de 1200 especies, 100 variedades, 39 géneros]] y cuatro híbridos.
Asistió a la Universidad de Vermont en 1859, matriculándose en los cursos clásicos.

## Obra
Escribió muchos artículos en The Country Gentleman de 1869 a 1880. Un ejemplo fue en 1880: "Origin of the Snowflake Potato." En 1884: Pringle's Reports on Forests of Vermont, New Hampshire, New York, Pennsylvania and West Virginia en Dr. C. S. Sargent "Report on the Forests of North America," censo de 1884.
- Cyrus Pringle, The Record of a Quaker Conscience, Cyrus Pringle's Diary

## Eponimia
Género
- (Cyperaceae) Cypringlea M.T.Strong[1]

Especies (992 registros)
- (Acanthaceae) Carlowrightia pringlei B.L.Rob. & Greenm.[2]
- (Apiaceae) Perideridia pringlei (J.M.Coult. & Rose) A.Nelson & J.F.Macbr.[3]
- (Theophrastaceae) Bonellia pringlei (Bartlett) B.Ståhl & Källersjö[4]